# Normala människor
Normala människor (engelska: Normal People) är en irländsk-brittisk-amerikansk dramaserie för TV från 2020 och består av 12 avsnitt. Serien är regisserad av Lenny Abrahamson och Hettie Macdonald. För manus står Alice Birch och Sally Rooney. Serien är baserad på Sally Rooneys roman med samma namn.
Serien hade svensk premiär den 27 april 2020 på SVT play.

## Handling
Serien handlar om Connell och Marianne som växer upp i samma irländska småstad. De kommer från olika bakgrunder. Connell är den populära fotbollskillen. Marianne kommer från en mer privilegierad familj men är lite av en enstöring. När de två kommer till universitetet i Dublin kastas rollerna plötsligt om.

## Rollista (i urval)
- Daisy Edgar-Jones – Marianne
- Paul Mescal – Connell
- Sarah Greene – Lorraine
- Aislín McGuckin – Denise
- Eliot Salt – Joanna
- India Mullen – Peggy
- Desmond Eastwood – Niall
- Lancelot Ncube – Lukas